# The Girl Detective (film, 1915)
Pour les articles homonymes, voir The Girl Detective.
Pour plus de détails, voir Fiche technique et Distribution.

The Girl Detective est un film muet américain réalisé par James W. Horne, sorti en 1915.
Ce serial en 18 épisodes — chaque épisode étant lui-même complet en soi — d'une durée totale de 29 minutes et 24 secondes, produit par la Kalem Company, dont le scénario est écrit par Hamilton Smith, met en scène une jeune femme de la haute société travaillant comme enquêtrice spéciale pour la police, qui enquête sur diverses affaires dans lesquelles son talent et sa perspicacité permettent de résoudre des crimes. Elle peut parfois user de son charme pour résoudre des affaires, ce qui lui procure un avantage certain sur ses collègues masculins. 
Il est à noter que le rôle de la détective est interprété selon les épisodes par trois actrices différentes : Ruth Roland (Ruth), Cleo Ridgely (Jean) et Marin Sais (Bertha).
L'année suivante, la Selig Polyscope Company a produit un film portant le même titre, réalisé par Burton L. King, avec pour principaux interprètes Virginia Kirtley, Robyn Adair et Leo D. Maloney.

## Fiche technique
- Titre : The Girl Detective
- Réalisation : James W. Horne
- Scénario : Hamilton Smith
- Photographie :
- Producteur :
- Société de production : Kalem Company
- Sociétés de distribution : General Film Company
- Pays d'origine :  États-Unis
- Langue : film muet avec les intertitres en anglais américain
- Métrage :
- Format : Noir et blanc — 35 mm — 1,33:1 — Muet
- Genre : Film dramatique, Film policier, Thriller, Film à énigme, Serial
- Durée : 29 minutes et 24 secondes
- Dates de sortie : 
  - États-Unis : 27 janvier 1915

## Distribution
- Ruth Roland : Ruth, la détective
- Cleo Ridgely : Jean, la détective
- Marin Sais : Bertha, la détective
- Edward Clisbee (en) : Harding, le chef de la police
- Paul Hurst : (Episode #1, 2, etc.)
- R. Henry Grey (en) : l'assistant de la détective (crédité comme Robert Gray)
- William H. West : Deacon, le multimillionnaire (Episode #1, 2, etc.)
- James W. Horne : (Episode #1)
- Thomas G. Lingham (en) : Jarvis, chef de la F.O.B.A. (Episode #2, 3, 4, etc.)
- Knute Rahm : (Episode #4)
- Anna Lingham : (Episode #4)
- John E. Brennan : (Episode #6)
- Arthur Shirley (en) : John Talcott
- Frank Jonasson : (Episode #10)
- Ollie Kirkby (en) : (Episode #16, 17)
- Thomas Galligan
- Alice Meyer
- J. Schneider
- Evelyn Wayne

## Liste des épisodes
- The Mystery of the Tea Dansant
- The Affair of the Deserted House
- The Apartment House Mystery
- The Disappearance of Harry Warrington
- Old Isaacson’s Diamonds
- Jared Fairfax’s Millions
- Following a Clue
- The Trap Door
- The Diamond Broker
- The Writing on the Wall
- The Thumb Prints on the Safe
- The Voice from the Taxi
- Mike Donegal’s Escape
- The Tattooed Hand
- The Clairvoyant Swindlers
- Scotty Weed’s Alibi
- The Closed Door
- The Figure in Black

## À noter
- C'est l'un des nombreux films à épisode auxquels la reine du genre Ruth Roland a participé.
- L'EYE Film Instituut Nederland d'Amsterdam, aux Pays-Bas, conserve dans ses collections une copie du film sous-titrée en néerlandais.